# 阿尔杜尔河
阿尔杜尔河（法語：Ardour，法語發音：[aʁduʁ]）是法国新阿基坦大区上维埃纳省与克勒兹省的河流，是加尔唐普河的左支流，长33.5千米。